# أنطوني غاودي
أنطوني غاودي (بالكتالونية: Antoni Gaudí i Cornet) من أشهر المهندسين المعماريين الأسبان، ولد في مدينة رويس في منطقة كتالونيا عام 1852 وتوفي في برشلونة عام 1926. تعكس أعمال غاودي أسلوبه المعماري المميز والفريد من نوعه، وقد تركزت معظم أعماله في برشلونة، وكان من أهم إنجازاته فيها كنيسة ساغرادا فاميليا «العائلة المقدسة».
يظهر في معظم أعمال غاودي الشغف الكبير اتجاه العمارة والطبيعة والتدين. وقد كان يعتني بكل تفصيل في تصميماته، وكان يدمج في تصميمه مجموعة من الحِرف التي كان يتقنها مثل: الخزف (الخزف)، الزجاج الملون، صهر الحديد المطاوع والنجارة. وقد قدم تقنيات جديدة في معالجة المواد مثل بعض انوع الفسيفساء التي تدعى Trencadís والمكونة من بقايا القطع الخزفية.
بعد عدة سنوات، وتحت تأثير العمارة القوطية الجديدة، أصبح غاودي جزءاً من الحركة الكتالونية الحداثية والتي كانت تبلغ ذروتها في أواخر القرن التاسع عشر وأوائل القرن العشرين. وقد تعدت أعماله التيار الحداثي الاعتيادي لتتوجه بطراز عضوي متأثر بالطبيعة. ونادراً ما رسم غودي مخططات تفصيلية لأعماله، إذ كان يفضل تجسيدها بمجسمات ثلاثية الأبعاد ويسبك التفاصيل كما يتصورها.
تتمتع أعمال غاودي بجاذبية عالمية، وهناك العديد من الدراسات المخصصة لفهم عمارته. وحتى اليوم هناك عشّاق لأعماله من المعماريين والعامة على حد سواء. وتعد تحفته الفنية، كنسية ساغرادا فاميليا «العائلة المقدسة» غير المكتملة، واحدة من أكثر المعالم زيارة في أسبانيا. وقد اعتبرت اليونسكو في الفترة ما بين 1984 و2005 سبعة من أعماله على أنها مواقع تراث عالمي. كان غاودي ملتزماً كواحد من الروم الكاثوليك خلال حياته، وتتخلل الصور الدينية أعماله، ولهذا أطلق عليه لقب «معماري الرب» وظهرت دعوات لتطويبه.

## السيرة الذاتية

### الميلاد، الطفولة والتعليم
ولد أنطوني غاودي عام 1852 في ريودومس أو في ريوس، أبوه المراجل فرانسيسك غاودي آنا سيرا (بالإسبانية: Francesc Gaud? i Serra) (1813-1906) وأمه أنطونيا كورنيت ط برتران (بالإسبانية: Ant?nia Cornet i Bertran) (1819-1876). وكان الأصغر بين خمسة أطفال، ثلاثة منهم بقوا على قيد الحياة حتى سن الرشد: روزا (1844-1879)، فرانسيسك (1851-1876) وأنتوني. تنحدر عائلة Gaud? من أوفرن في جنوب فرنسا. انتقل أحد أسلافه، جوان غاودي، ويعمل hawker، إلى كاتالونيا في القرن السابع عشر؛ الاصول المحتملة لاسم عائلة غاودي تشمل جودي Gaudy أو جودين Gaudin.

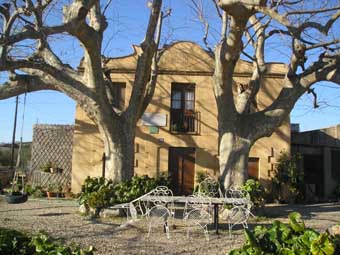
El Mas de la Calderera, منزل عائلة غاودي في ريودومس

مسقط رأس غاودي غير معروف بالضبط لأنه لم يتم العثور على أية وثائق داعمة، ما أدى إلى جدل حول ما إذا كان ولد في رويس أو ريودومس، وهما بلدتان متجاورتان في منطقة بايكس كامب. معظم الوثائق التعريفية بغاودي العائدة لسنواته الدراسية والمهنية تقول بأن مسقط رأسه هو رويس. إلا أن غاودي ذكر في مناسبات مختلفة أنه ولد في ريودومس، قريته عائلة أبيه، وطوال السنوات الأولى من حياته ادعى غاودي بأن ريوس هي مسقط رأسه في كل ما قدمه من وثائق الهوية. ولكن منذ عام 1915 أصبح يدعي بأن ريودومس هي مسقط رأسه. قد يكون استياؤه من رفض اقتراحه لترميم حرم ميزيريكورديا في ريوس بتلك الفترة هو ما دفعه لادعاء أن ريودومس هي مسقط رأسه، تعمد غاودي في كنيسة سانت بير أبوستول في روس بعد يوم من ولادته تحت اسم "Antoni Plàcid Guillem Gaudí i Cornet 
كان لدى غاودي تقدير عميق لأرض وطنه وفخر كبير بتراثه المتوسطي. وكان يعتقد أن المتوسطيين موهوبون بالإبداع والأصالة إضافة إلى ذوق فطري بالفن والتصميم. ولطالما عبر غاودي عن هذا التميز بالقول: «نحن نملك الصورة. الخيال يأتي من الأشباح. الخيال هو ما يمتلكه الناس في الشمال. نحن واقعيون. الصورة تأتي من البحر المتوسط. أوريستيس يعرف طريقه، حيث تمزق هاملت شكوكه». وقد توفرت لغاودي الفرصة لدراسة الطبيعة في الوقت الذي يقضيه خارج المنزل، لا سيما الإقامات الصيفية في في منزل عائلة غاودي Mas de la Calderera. وقد دفعه استمتاعه بالطبيعة للانضمام إلى Centre Excursionista de Catalunya (مركز الترحال في كاتالونيا) عام 1879 وهو بسن 27. حيث رتبت المنظمة بعثات لاستكشاف كاتالونيا وجنوب فرنسا، وكانوا عادة يمتطون الخيل أو يمشون لمسافة عشرة كيلومترات يومياً.

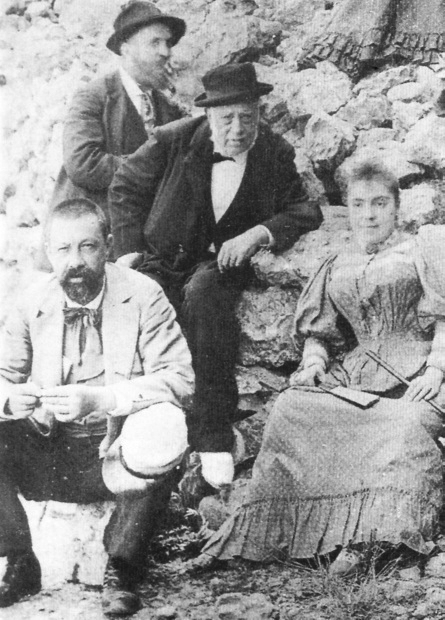
غاودي (في الخلف) مع أبيه (في الوسط) وابنة أخته/أخيه روزا والدكتور سانتالو خلال زيارة إلى جبل مونتسيرات (1904)

عانى غاودي خلال شبابه صحة سيئة، بما في ذلك الروماتيزم، ولربما أثر هذا في كونه متحفظاً وكتوماً. وهذه المخاوف والنظريات الصحية التي كانت لدى الدكتور كنيب ساهمت في قرار غاودي بأن يكون نباتياً منذ وقت مبكر في حياته. دفعه التزامه الديني والنباتي إلى تأدية عدة صيامات طويلة وقاسية. وكانت هذه الصيامات في كثير من الأحيان غير صحية بل وأدت أحياناً، كما في عام 1894، إلى أمراض هددت حياته.
درس غاودي في حضانة يديرها Francesc Berenguer، الذي أصبح ابنه، والذي بدوره يسمى فرانسيس، فيما بعد واحداً من المساعدين الرئيسيين لغاودي. التحق بمدرسة Piarists في رويس حيث عرض مواهبه الفنية عبر رسومات في ندوة بعنوان المهرج (بالإسبانية: El Arlequín). وخلال هذا الوقت كان يعمل كمتدرب في مطحنة نسيج "Vapor Nou" في رويس. انتقل عام 1868 إلى برشلونة لتعلم التدريس في دير ديل كارمي. واهتم غاودي في سنوات مراهقته بالاشتراكية الطوباوية وخطط، بالاشتراك مع زملائه الطلاب إدوارد تودا آنا غويل وجوسيب ريبيرا أنا بلا، خططوا لترميم دير بوبليت، الأمر الذي كان من شأنه أن يحوله إلى مستعمرة طوباوية.
بين الأعوام 1875 و 1878، أكمل غاودي الخدمة العسكرية الإلزامية له في فوج المشاة في برشلونة كمسؤول عسكري. وقد قضى معظم خدمته في إجازة مرضية، ما مكنه من مواصلة دراسته. منعته حالته الصحية السيئة من القتال في الحرب الكارلستية الثالث، التي امتدت بين السنوات 1872-1876. في عام 1876 توفيت والدة غاودي عن سن 57 عاما، إضافة لأخيه فرانسيس ذي الـ 25 عاماً والذي تخرج لتوه كطبيب. درس غاودي خلال هذه الفترة العمارة في مدرسة Llotja ومدرسة برشلونة العليا للهندسة المعمارية، حيث تخرج عام 1878. ولتمويل دراسته، فقد عمل غاودي كمصمم للعديد من المهندسين المعماريين والمنشآت مثل Leandre Serrallach، جوان مارتوريل، إيميلي سالا كورتيس، Francisco de Paula del Villar y Lozano وJosep Fontserè. وبالإضافة إلى دراسة الهندسة المعمارية، فقد درس الفرنسية، التاريخ، الاقتصاد، الفلسفة وعلم الجمال. كانت درجاته متوسطة وأحياناً كان يرسب بالامتحانات. وقد قال مدير Elies Rogent مدير مدرسة الهندسة المعمارية في برشلونة عندما سلمه شهادته: «لقد أعطينا هذا اللقب الأكاديمي إما لأحمق أو لعبقري، سيظر الزمن ذلك». ويقال أنه عندما تلقى غاودي شهادته قال صديقه النحات يورينس ماتامالا بلهجة فكاهية ساخرة: «يورينس، إنهم يقولون أني مهندس معماري الآن».

### الشباب والعمل المهني

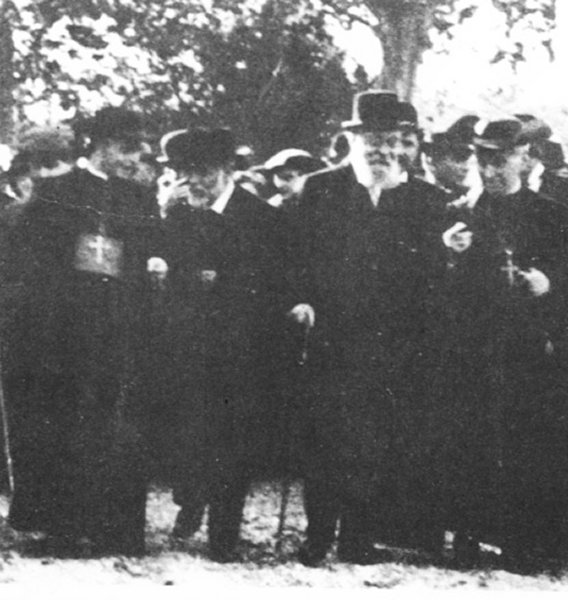
غاودي وإيزابيل غويل في زيارة إلى كولونيا غويل (1910)

أول المشاريع غاودي كانت أعمدة الإنارة التي صممها للرويال بلازا في برشلونة، أكشاك جرائد Girossi التي لم تكتمل، وبناء الجمعية التعاونية لعمال ماتارو. حاز على تمييز أوسع بعد أول مهمة هامة له وهي Casa Vicens، وتلقى في وقت لاحق مقترحات أكثر أهمية. في معرض باريس الدولي 1878 قدّم غاودي عرضاً كان قد جهزه لشركة كوميلا المصنعة القفازات، حيث أعجب الجانبان الفني والجمالي الحداثيان فيه الصناعيّة الكاتالونية إيزابيل غويل، والتي تكلّفت بعد ذلك ببعض أعمال غاودي الأكثر تميزا: أقبية نبيذ غويل، أجنحة غويل، بالاو غويل (قصر غويل)، حديقة غويل وسرداب كنيسة كولونيا غويل. كما أصبح غاودي صديقاً لنبيل كومياس، والد زوجة كونت غويل، حيث صمم له "El Capricho" في كومياس (Comillas).
تولى غاودي في عام 1883 مسؤولية مشروع بدأ مؤخراً لبناء كاتدرائية في برشلونة اسمها كاتدرائية وكنيسة كفارات العائلة المقدسة (بالإسبانية: Basílica i Temple Expiatori de la Sagrada Família). غيّر غاودي التصميم الأولي كلياً وأشبعه بنمط الخاص المتميز. ومنذ عام 1915 حتى وفاته كرس نفسه كلياً لهذا المشروع. ونظراً لعدد من التعهدات بدأ يستلمها، فقد كان عليه الاعتماد على فريقه للعمل على مشاريع متعددة في وقت واحد. تألف فريقه من مهنيين في جميع ميادين البناء. العديد من المهندسين المعماريين الذين عملوا تحت إشرافه أصبحوا بارزين في وقت لاحق، مثل جوسيب ماريا جاجول، جوان روبيو، سيزار مارتينيل، فرانسيسك فولغويرا وجوسيب فرانسيسك رافولز. انتقل غاودي عام 1885 إلى منطقة Sant Feliu de Codines الريفية للهروب من وباء الكوليرا الذي كان يجتاح برشلونة. عاش في منزل فرانسيس Francesc Ullar، حيث قام بتصميم طاولة عشاء له كعربون عن امتنانه.

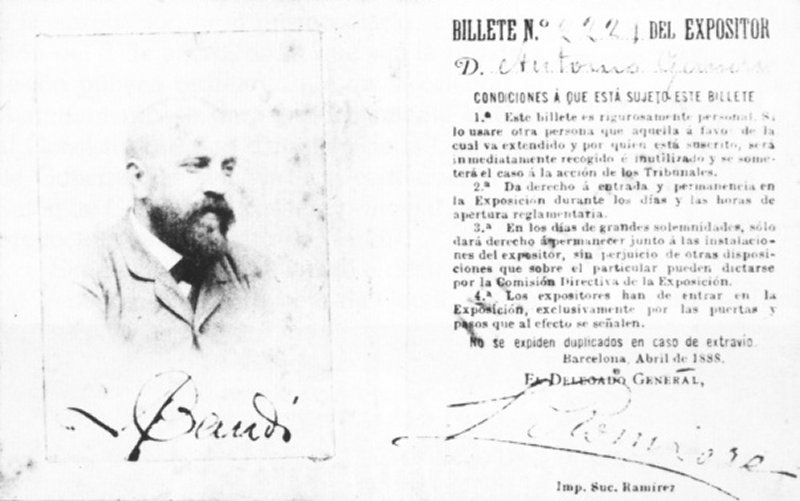
رخصة معرض غاودي في معرض برشلونة العالمي (1888)

كان معرض برشلونة العالمي (1888) واحداً من الأحداث الكبرى في تلك الحقبة في برشلونة ومثّل نقطة رئيسية في تاريخ الحركة الحداثية Modernisme movement. حيث عرض أبرز المهندسين المعماريين أفضل أعمالهم، بما في ذلك غاودي، الذي عرض المبنى الذي كان قد صممه لشركة النقل عبر المحيط الأطلسي (بالإسبانية: Compañía Trasatlántica). ونتيجة لذلك وُكّل بإعادة هيكلة صالة Saló de Cent في مجلس مدينة برشلونة، ولكن هذا المشروع لم يُنفّذ في نهاية المطاف. تلقّى غاودي عرضي تعهّد خارج كاتالونيا في مطلع التسعينيات من القرن التاسع عشر، وهما قصر المطران في أستورجا وكازا بوتينيس في ليون. زادت هذه الأعمال من شهرة غاودي المتنامية في جميع أنحاء إسبانيا. في عام 1891، سافر إلى مالقة وطنجة لفحص موقع لمشروع طلب منه الماركيز الثاني لكومياس تصميمه لصالح البعثات الكاثوليكية الفرانسيسكيّة. ورغم أن المشروع لم يتم تنفيذه أبداً، إلا أن الأبراج التي صممها غاودي للبعثات خدمته كنموذج لأبراج كنيسة ساغرادا فاميليا في برشلونة.[بحاجة لمصدر]

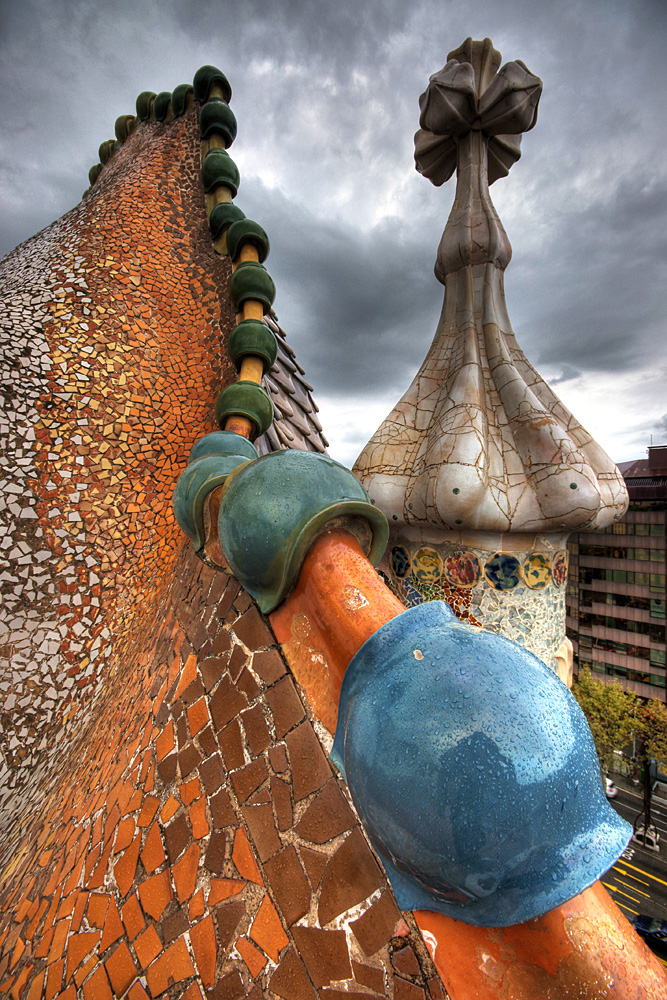
تصميم السقف في مبنى كازا باتيو

انضم غادوي عام 1899 إلى دائرة القديس لوقا الفنية (بالإسبانية: Cercle Artístic de Sant Lluc)، وهو مجتمع فني كاثوليكي تأسس عام 1893 من قبل المطران Josep Torras i Bages والأخوة جوسيب ليمونا ‏ وجوان ليمونا. كما انضم إلى النادي الروحي لسيدة مونتسيرات (بالإسبانية: Lliga Espiritual de la Mare de Déu de Montserrat)، وهي منظمة كاثوليكية كاتالونية أخرى. وارتبط الطابع الديني والمحافظ لفكره السياسي ارتباطاً وثيقاً بدفاعه عن الهوية الثقافية للشعب الكاتالوني.
كان غاودي يعمل على العديد من المشاريع في وقت واحد في مطلع القرن العشرين. وقد عكست انتقاله إلى نمط أكثر شخصيةً مستوحى من الطبيعة. حصل غاودي عام 1900 على جائزة أفضل مبنى للعام من مجلس مدينة برشلونة عن مبنى كازا كالفيت الذي صممه. كرس غاودي نفسه خلال العقد الأول من القرن لمشاريع مثل كازا فيجويراس (منزل فيجويراس، المعروف باسم Bellesguard)، وجيل بارك، وهو مشروع تمدّن غير ناجح، وترميم كاتدرائية بالما دي مايوركا، والذي زار مايوركا لأجله عدة مرات. وقد أنشأ بين العامين العامين 1904 و 1910 كازا باتيو (منزل Batlló) وكازا ميلا (منزل ميلا)، وهما اثنان من أكثر أعماله شهرة.

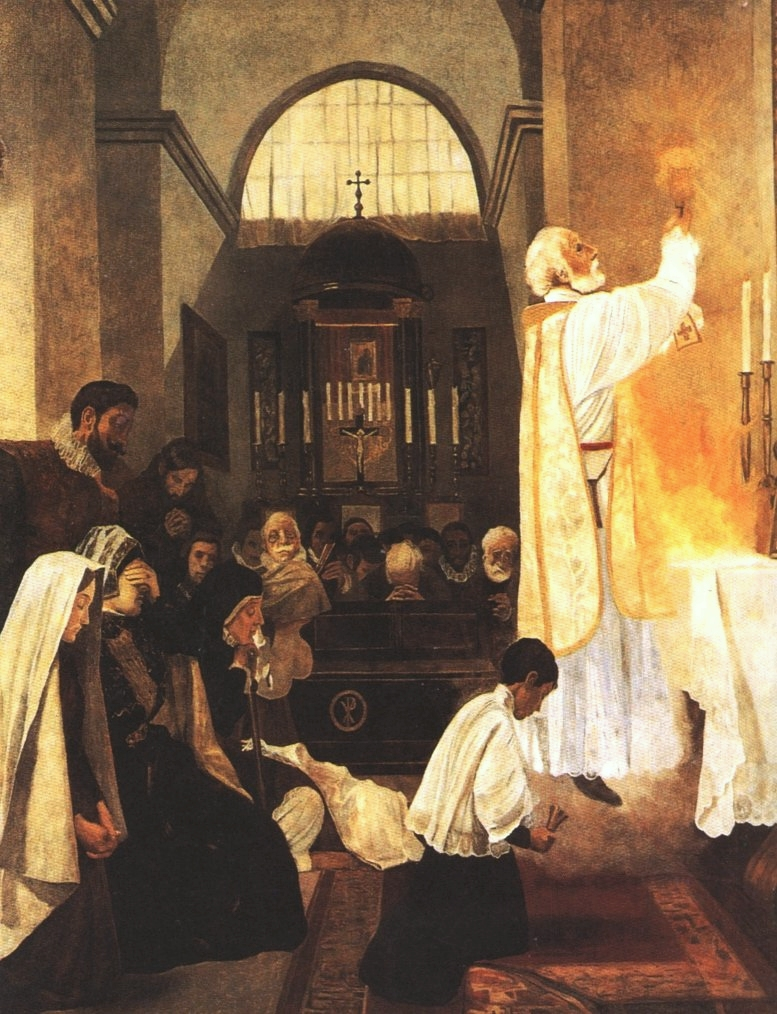
القديس فيليب نيري يحتفل بالقداس الإلهي للفنان جوان ليمونا - كنيسة القديس فيليب نيري (برشلونة). غاودي كان النموذج في رسم وجه القديس فيليب نيري.

ونتيجة لشهرة غاودي المتزايدة، فقد اختار الرسام جوان ليمونا عام 1902 ملامح غاودي لتمثيل القديس فيليب نيري في لوحات ممر كنيسة القديس فيليب نيري في برشلونة. Together with Joan Santaló, son of his friend the physician Pere Santaló, he unsuccessfully founded a حديد مطاوع manufacturing company the same year.
وكان غاودي يغير عنوانه كثيراً بعد انتقاله إلى برشلونة: فقد عاش في المساكن عندما كان طالباً، عموماً في منطقة الحي القوطي؛ وعندما بدأ مسيرته انتقل إلى عدة شقق مستأجرة في منطقة إيكسامبل. واستقر وأخيرا عام 1906 في منزل يمتلكه في غويل بارك كان قد شيده مساعده Francesc Berenguer كملكية معروضة للمقاطعة. وقد تحول منذ ذلك الحين إلى متحف غاودي. هناك عاش مع والده (الذي توفي عام 1906 عن عمر يناهز الـ 93) وابنة أخته روزا إيغا غاودي (التي توفيت في عام 1912 في سن الـ 36). عاش في ذلك المنزل حتى عام 1925، قبل عدة أشهر من وفاته، حين بدأ بالإقامة داخل ورشة العمل في كنيسة ساغرادا فاميليا.
كان للأسبوع المأساوي عام 1909 تأثير عميق على شخصية غاودي. لازم غاودي منزله في غويل بارك خلال هذه الفترة المضطربة. تسبب جو العداء للدين والهجمات على الكنائس والأديرة في قلق غاودي على سلامة ساغرادا فاميليا، إلا أن المبنى نجا من التضرر.
أقيم عام 1910 معرض في القصر الكبير في باريس خصيصاً لعمله، وذلك خلال الصالون السنوي لمجتمع الفنون الجميلة في فرنسا (بالفرنسية: Société des Beaux-Arts)‏. شارك غاودي بناء على دعوة من كونت غويل، وعرض سلسلة من الصور والخطط والنماذج الجصية المصغرة للعديد من أعماله. وعلى الرغم من أن مشاركته جاءت متأخرة وليس على سبيل المنافسة، إلا أنه حصل على تعليقات جيدة من الصحافة الفرنسية. ويمكن رؤية جزء كبير من هذا المعرض في العام التالي في صالون I Salón Nacional de Arquitectura الذي أقيم في قاعة المعارض البلدية El Buen Retiro في مدريد.
وكان العقد في الفترة من 1910 الأصعب بالنسبة لغاودي. فقد شهد خلاله وفاة ابنة أخته روزا عام 1912 والمعاون الرئيسي له Francesc Berenguer عام 1914؛ أزمة اقتصادية حادة شلت العمل على كنيسة ساغرادا فاميليا عام 1915؛ وفاة صديقه Josep Torras i Bages، أسقف فيك Vic، عام 1916؛ اضطراب العمل في كولونيا غويل عام 1917؛ ووفاة صديقته وراعية أعماله إيزابيل غويل عام 1918. ولربما كانت هذه المآسي سبباً في تكريسه لنفسه كلياً لبناء كنيسة ساغرادا فاميليا منذ عام 1915، إذ وجد في عمله ملاذاً للنسيان في عمله. وقد اعترف غاودي لمعاونيه قائلاً:
كرس غاودي السنوات الأخيرة من حياته بالكامل لـ «كاتدرائية الفقراء»، كما كانت تعرف، والتي تلقى المعونات من أجل الاستمرار بها. وفضلاً عن تفانيه في هذه القضية، فقد شارك في عدد قليل من الأنشطة الأخرى، ومعظمها كانت مرتبطة بإيمانه الكاثوليكي: في عام 1916 شارك في دورة حول الأنشودة الميلادية في بالاو دي لا ميوزيكا الكتالونية تدرس من قبل الراهب البندكتي Gregori M. Sunyol.

### حياته الشخصية
كرس غاودي حياته لمهنته بشكل كامل، وبقي أعزب. ومن المعروف أنه انجذب إلى امرأة واحدة فقد وهي Josefa Moreu، مدرسة في جمعية ماتارو التعاونية، في عام 1884، ولكن هذا الانجذاب لم يكن متبادلا. لجأ غاودي بعد ذلك إلى السلام الداخلي العميق الذي منحه إياه إيمانه الكاثوليكي. يوصف غاودي عادة بأنه انطوائي وفظ، وشخص ذو ردود فعل جشنة فظة وإيماءات متعجرفة. ومع ذلك، أولئك الذين كانوا قريبين منه وصفوه بأنه كان ودياً ومهذباً، لطيفاً عندما تتحدث إليه ووفياً تجاه الأصدقاء. ومن بين هؤلاء راعية أعماله إيزابيل غويل وأسقف فيك Vic Josep Torras i Bages فضلا عن الكتاب جوان ماراجال وJacint Verdaguer، الطبيب Pere Santaló وبعض أكثر معاونيه وفاءً له مثل Francesc Berenguer and Llorenç MatamalFrancesc Berenguer and Llorenç Matamala.

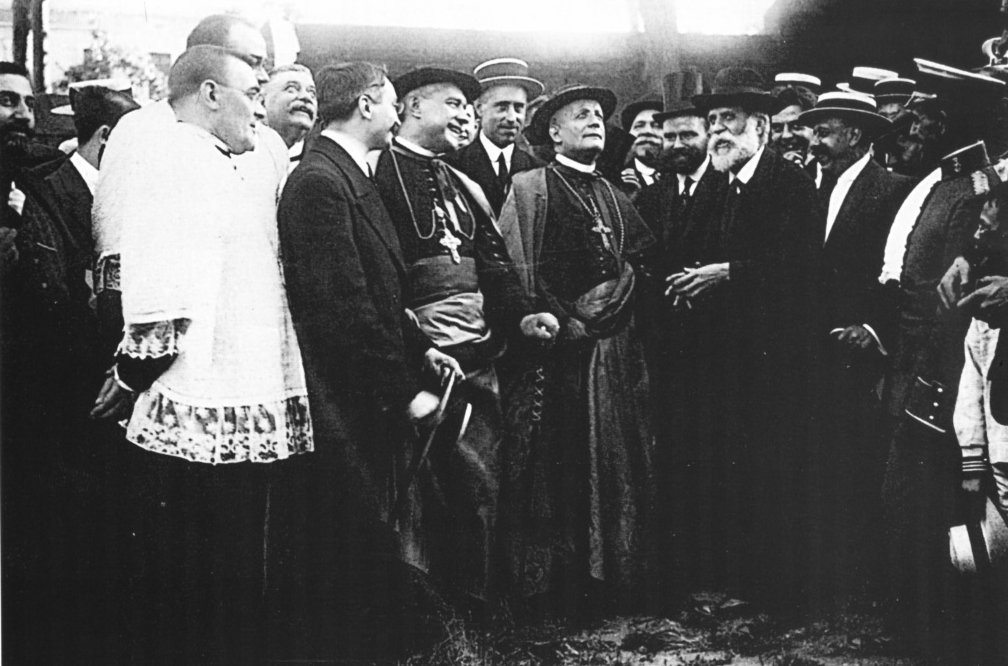
غاودي يعرض ساغرادا فاميليا للسفير الباباوي الكاردينال Francesco Ragonesi (1915). في تلك المناسبة، اعتبرت Monsegnor Ragonesi أن غاودي «دانتي في مجال العمارة».

تغير مظهر غاودي الشخصي -ملامح شمالية، شعر أشقر وعيون زرقاء- تغيراً جذرياً على مدار الوقت. فعندما كان شابا، كان يرتدي زياً أنيقاً مكلفاً، يسرح ويهندم شعره ولحيته، ذوّاقاً جيداً للأطعمة، متكرر الزيارة إلى المسرح والأوبرا ويزور مواقع مشاريعه في عربة الخيل. أما غاودي الأكبر فكان أكثر اقتصاداً في الأكل، يرتدي ملابس قديمة رثة، مهملاً لمظهره إلى حد أنه في بعض الأحيان كان يُظن متسولاً، مثلما حدث بعد الحادث الذي تسبب في وفاته.
ترك بالكاد غاودي أية وثائق مكتوبة، ما خلا تقارير فنية عن أعماله المطلوبة من قبل الجهات الرسمية، وبعض الرسائل إلى الأصدقاء (وخاصة إلى جوان ماراجال) وعدد قليل من المقالات الصحفية. وقد تم الحفاظ على بعض الاقتباسات التي تم جمعها من قبل مساعديه وتلاميذه، وبالأخص Josep Francesc Ràfols، Joan Bergós، Cèsar Martinell و Isidre Puig i Boada. الوثيقة الوحيدة التي تركها غاودي تعرف بمخطوط ريوس (بالإسبانية: Manuscrito de Reus) (1873-1878)، وهي أقرب إلى كونها مذكرات طالب جمع فيها انطباعات متنوعة عن العمارة والديكور، وطرح أفكاره حول هذا الموضوع. وذلك يشمل تحليلاً للكنيسة المسيحية ومنزل اسلافه، فضلا عن نص حول الزخرفة وتعليقات على تصميم مكتب.
وكان غاودي دائما ميالاً لاستقالا كاتالونيا[بحاجة لمصدر]ولكن كان متردداً بأن يصبح نشيطاً سياسياً. اقترح عليه سياسيون، مثل فرانسيس كامبو وإنريك برات دي لا الربا أن يترشح لمجلس النواب الإسباني ولكنه رفض. تعرض عام 1920 للضرب من قبل الشرطة في أعمال شغب خلال احتفالات ألعاب الزهور. وقد تعرض للضرب في اليوم الوطني الكاتالوني 11 سبتمبر عام 1924 أثناء مظاهرة ضد حظر اللغة الكاتالونية من قبل الدكتاتور بريمو دي ريفيرا. اعتقل غاودي من قبل الحرس المدني الإسباني، مما أدى إلى إقامة قصيرة في السجن، حيث أطلق سراحه بعد دفع 50 بيزيتا ككفالة.

### وفاته

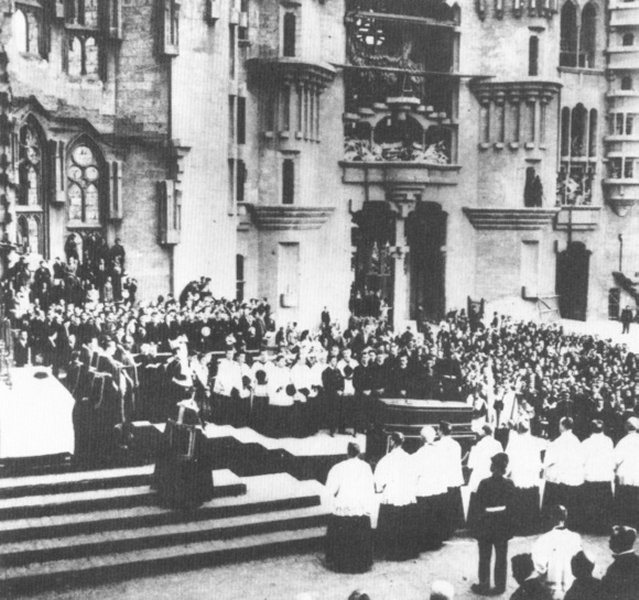
مأتم غاودي (12 يونيو 1926)

في 7 حزيران عام 1926، كان غاودي يذهب سيراً على الأقدام كما كل يوم إلى كنيسة القديس فيليب نيري لتأدية صلواته واعترافاته الاعتيادية. وفي أثناء مشيه في Gran Via de les Corts Catalanes بين شارعي Girona و Bailén، ضربه ترام وفقد وعيه. وبسبب ملابسه الرثة وعدم حمله لما يثبت هويته فقد ظنه الناس متسولاً ولم يتلقّ مساعدة فورية. في النهاية نقله ضابط شرطة في سيارة أجرة إلى مشفى سانتا كريو (بالإسبانية: Hospital de la Santa Creu)، حيث تلقى رعاية بدائية. في اليوم التالي تعرف عليه القسيس Mosén Gil Parés من كنيسة Sagrada Família. ولكن حالة غاودي تدهورت بشدة ولم يستفد من العلاج الإضافي. توفي غاودي في 10 يونيو 1926 عن عمر يناهز الـ 73 ودفن بعد ذلك بيومين. تجمهر حشد كبير لتوديعه في كنيسة سيدة ماونت كارمل في سرداب من ساغرادا فاميليا. ونقشت هذه العبارة (باللاتينية) على شاهدة قبره:

## نمطه المعماري

### السعي لإيجاد لغة معمارية جديدة

#### أشكال هندسية
خلافا لغاودي، المثقف يتلاعب بالمعرفة التي يمتلكها، أما هو فينظر إلى الواقع كما هو. ويرى  أن الطبيعة لا تفعل الأشياء بقصد كسب الجوائز أو الميداليات في المسابقات: بل تفعل الأشياء لوظائف محددة. فالطبيعة وظيفية تمامًا: كالحيوان ، والشجرة ، والجبل ، لها اشكال لا يمكن أن تكون إلا كما هي عليه. حاول غاودي القيام بأشياء وظيفية باعتماد الاسطح المسطرة لاعادة  إنتاج الأشكال الطبيعية.
كان غاودي مراقب للطبيعة منذ صغرة وكان مفتون بالحلول الانشائية المعتمدة من قبل الحيوان والنبات. وكان يحل المشاكل الهيكلية المعقدة، عن طريق حل نسب الاشكال وابعادها الفراغية.

## اقرأ أيضا
- سلفادور دالي
- بيكاسو
- نيكي دي سانت فال
- تماثيل نانا
- هندرت فاسر

## روابط خارجية
- أنطوني غاودي على موقع الموسوعة البريطانية (الإنجليزية)
- أنطوني غاودي على موقع إن إن دي بي (الإنجليزية)